# Saint-Remy (Gaume)
Ne doit pas être confondu avec Saint-Rémy.
Saint-Remy (en gaumais Sant-R'mi) est un village de la commune de Virton en Région wallonne dans la province de Luxembourg. Avant la fusion des communes de 1977, il faisait partie de la commune de Bleid. Le sobriquet des habitants est les « Pichâlis ».

## Géographie
Saint-Remy se trouve en Gaume, sous-région où la langue vernaculaire traditionnelle est le gaumais. Le village est délimité au sud-est par la frontière franco-belge qui le sépare du département de Meurthe-et-Moselle et de la région Grand Est.
Enclavé, le village est séparé de Ruette et Grandcourt à l'ouest par les collines de Champs-Failly et du Beaumont. Au sud, la cuesta bajocienne s'élève vers le plateau de Tellancourt.

## Étymologie
Le village a été nommé en l'honneur de saint Remy, évêque de Reims, dont la statue est présente dans l'église.
Les noms suivants ont été relevés: Sancto Remigio (vers 1200), Sancti Remigii (vers 1200); Sain Remei (1262); Saint-Remy (1448); St Remÿ (1448); Saint Rhemy (1600); St Remi (1678); Sauins Remÿ (1714); St remÿe (1732); St Remÿe (1751); St Remÿ (1754).
Selon E. Loreaux, la différence en gaumais entre Sant-R'mi et Sié L'dji (Saint-Léger) ou Sié Mârd (Saint-Mard) s'explique sans doute par la chronologie. Les localités portant le nom de Saint-Remy sont d'une très haute antiquité.

## Histoire
Saint-Remy aurait été fondé au VIe siècle de notre ère lorsqu'un oratoire y a été construit sous le vocable de saint Remy. Transformé en chapelle, il est détruit lors de la construction de la nouvelle église en 1870.
Au Moyen-Age, le village forme une seule communauté et paroisse avec Signeulx. Les rares documents qui nous sont parvenus démontrent que les deux localités vivaient ensemble. Elles dépendaient de l'abbaye Saint-Pierre aux Nonnains de Metz jusqu'à ce que Martin de Piedmont achète la seigneurie de Saint-Remy en 1661.
Il existe des traces écrites de l'existence d'une chapelle Sainte-Hélène fondée 1673 et qui servit de lieu d’ermitage. L'édifice est attesté durant la Révolution Française.
Le château, toujours présent en partie aujourd'hui, date de 1665, comme en témoignaient les ancrages métalliques autrefois présents sur la façade d’entrée. Il est propriété des familles De Piedmont, De Fossez, Du Mont, De Briey, De Laittres et enfin De Gerlache.
Cent ans plus tard, les frères marianistes, chassés de France par la loi Combes, vinrent se réfugier à Saint-Remy et achetèrent le château. Ils y construisirent un nouveau bâtiment pour établir classes et dortoir. Après leur départ en 1946, le curé de Mussy-la-Ville y implanta un home d’accueil pour enfants en difficulté. Celui-ci dura jusqu’en 1952, date à laquelle le bâtiment fut démoli et dont seule la tour actuelle, ultime témoin, subsiste. Sur un coin de cette tour se remarquent quelques traces de la jonction avec l’ancienne courtine disparue. De forme carrée, elle est sommée d’un toit conique à quatre pans.

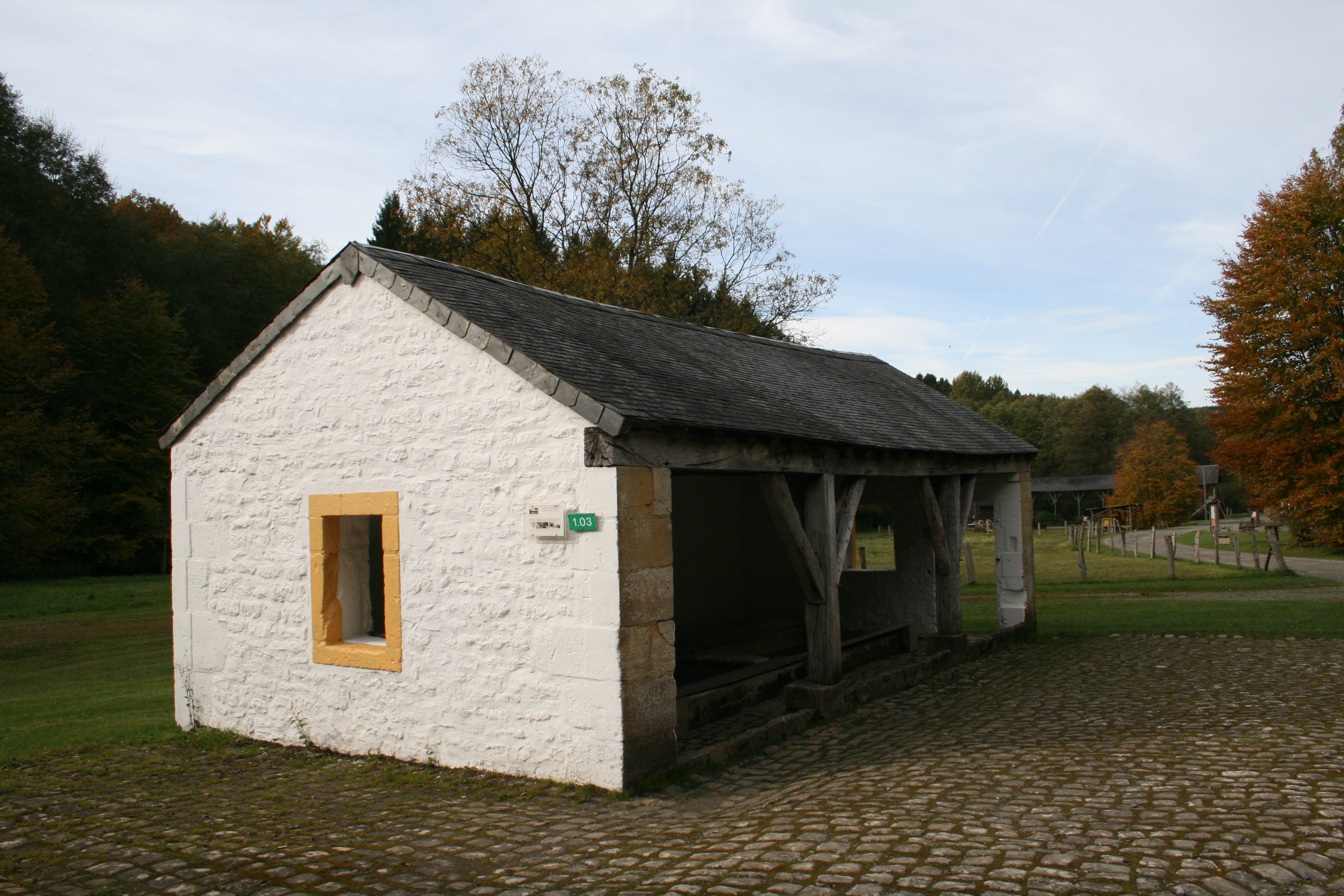
Construit au XIXe siècle, le lavoir de Saint-Remy a été implanté au Fourneau Saint-Michel.

Durant l'invasion française de 1793, le village fut ravagé par les troupes républicaines. Un fermier du nom de Jean-Baptiste Gavroy tenta alors de résister en se retranchant dans le château et en tenant en joue la troupe. Son intervention permit à une troupe de francs-tireurs d'arriver sur les lieux et de chasser les envahisseurs.
Réuni à la commune de Bleid en 1823, le village est ensuite passé du diocèse de Metz à celui de Namur en 1837. La paroisse fut consacrée par Monseigneur Heylen, évêque de Namur, le 10 novembre 1902. Cette date apparaît dans le texte du linteau de la porte d’entrée grâce à des chiffres romains (DCC+MII+CC) mis en évidence en blanc.
L’église, néo-gothique, fut construite en 1867 en remplacement de l'ancienne chapelle. De part et d’autre de l’autel, deux statues proviennent de l’ancienne église paroissiale. Elles datent du 18e siècle et sont en bois polychrome. Celles-ci représentent saint Remi et sainte Barbe, laquelle présente une tour sur sa main droite et a perdu l’objet qu’elle serrait de la gauche, peut-être la palme du martyre. Elle est invoquée en temps d’orage. En dépôt au Musée Gaumais de Virton, on peut admirer un ostensoir-soleil de l’orfèvre virtonnais Claude Renauld (18e siècle) dont plusieurs œuvres appartiennent aux églises de la région.
Administrativement, Saint-Remy était attaché à la paroisse de Signeulx. Devenu une commune à la Révolution française, Signeulx et Saint-Remy intégrèrent celle de Bleid en 1823. Enfin, à la fusion des communes de 1977, le village est définitivement rattaché à Virton.

## Démographie
Le village subit une importante pression foncière de par sa proximité du Grand-duché du Luxembourg.

## Folklore
Chaque année, une course est organisée au sein même du village et les bénéfices sont reversés à des associations caritatives. La première édition en 2010 a rassemblé une bonne centaine de participants.
La fête au village se déroule le 1er weekend d'octobre.
Saint-Remy dispose d'un club des jeunes.